# 1196
Il 1196 (MCXCVI in numeri romani) è un anno bisestile del XII secolo.

## Eventi
- Unificazione di tutti i popoli mongoli da parte di Gengis Khan.

## Nati
- 3 gennaio - Tsuchimikado, imperatore giapponese († 1231)
- 27 marzo - Svjatoslav III di Vladimir, principe († 1252)
- 7 novembre - Principe Dōjonyūdō, poeta giapponese († 1249)
- Alberico da Romano, condottiero e trovatore italiano († 1260)
- Aurembiaix di Urgell, contessa († 1231)
- Guido Guerra IV Guidi, generale e politico italiano
- Margherita di Namur, nobile francese († 1258)
- Jacopo de' Pazzi il Vecchio, condottiero italiano († 1260)
- Rudolf II di Coevorden, condottiero olandese († 1230)
- Abu l-Hasan al-Shadhili, mistico berbero († 1258)
- Raimon Vidal de Bezaudun, trovatore, poeta e grammatico spagnolo († 1252)

## Morti
- 8 aprile - Canuto I di Svezia, re (n. 1150)
- 23 aprile - Béla III d'Ungheria, sovrano ungherese (n. 1148)
- 25 aprile - Alfonso II d'Aragona, sovrano (n. 1157)
- 15 giugno - Umberto III da Terzago, arcivescovo cattolico italiano
- 14 agosto - Enrico IV di Lussemburgo, conte
- 15 agosto - Corrado II di Svevia, nobile tedesco (n. 1172)
- 11 settembre - Maurice de Sully, vescovo cattolico francese
- 11 ottobre - Meinardo di Riga, monaco cristiano e vescovo cattolico lettone (n. 1134)
- 28 dicembre - Riccardo d'Acerra, politico italiano
- Ivan Asen I, sovrano bulgaro
- Nazario II, vescovo cattolico italiano
- Rodolfo II di Neuchâtel, nobile svizzero
- Ottone da Novara, vescovo cattolico italiano
- Eschiva di Ibelin, nobildonna (n. 1160)

## Calendario
| Calendario 1196 | Calendario 1196 | Calendario 1196 | Calendario 1196 | Calendario 1196 | Calendario 1196 | Calendario 1196 | Calendario 1196 | Calendario 1196 | Calendario 1196 | Calendario 1196 | Calendario 1196 | Calendario 1196 | Calendario 1196 | Calendario 1196 | Calendario 1196 | Calendario 1196 | Calendario 1196 | Calendario 1196 | Calendario 1196 | Calendario 1196 | Calendario 1196 | Calendario 1196 | Calendario 1196 | Calendario 1196 | Calendario 1196 | Calendario 1196 | Calendario 1196 | Calendario 1196 | Calendario 1196 | Calendario 1196 | Calendario 1196 | Calendario 1196 |
| --------------- | --------------- | --------------- | --------------- | --------------- | --------------- | --------------- | --------------- | --------------- | --------------- | --------------- | --------------- | --------------- | --------------- | --------------- | --------------- | --------------- | --------------- | --------------- | --------------- | --------------- | --------------- | --------------- | --------------- | --------------- | --------------- | --------------- | --------------- | --------------- | --------------- | --------------- | --------------- | --------------- |
|                 | 1               | 2               | 3               | 4               | 5               | 6               | 7               | 8               | 9               | 10              | 11              | 12              | 13              | 14              | 15              | 16              | 17              | 18              | 19              | 20              | 21              | 22              | 23              | 24              | 25              | 26              | 27              | 28              | 29              | 30              | 31              |                 |
| Gennaio         | Lu              | Ma              | Me              | Gi              | Ve              | Sa              | Do              | Lu              | Ma              | Me              | Gi              | Ve              | Sa              | Do              | Lu              | Ma              | Me              | Gi              | Ve              | Sa              | Do              | Lu              | Ma              | Me              | Gi              | Ve              | Sa              | Do              | Lu              | Ma              | Me              |                 |
| Febbraio        | Gi              | Ve              | Sa              | Do              | Lu              | Ma              | Me              | Gi              | Ve              | Sa              | Do              | Lu              | Ma              | Me              | Gi              | Ve              | Sa              | Do              | Lu              | Ma              | Me              | Gi              | Ve              | Sa              | Do              | Lu              | Ma              | Me              | Gi              |                 |                 |                 |
| Marzo           | Ve              | Sa              | Do              | Lu              | Ma              | Me              | Gi              | Ve              | Sa              | Do              | Lu              | Ma              | Me              | Gi              | Ve              | Sa              | Do              | Lu              | Ma              | Me              | Gi              | Ve              | Sa              | Do              | Lu              | Ma              | Me              | Gi              | Ve              | Sa              | Do              |                 |
| Aprile          | Lu              | Ma              | Me              | Gi              | Ve              | Sa              | Do              | Lu              | Ma              | Me              | Gi              | Ve              | Sa              | Do              | Lu              | Ma              | Me              | Gi              | Ve              | Sa              | Do              | Lu              | Ma              | Me              | Gi              | Ve              | Sa              | Do              | Lu              | Ma              |                 |                 |
| Maggio          | Me              | Gi              | Ve              | Sa              | Do              | Lu              | Ma              | Me              | Gi              | Ve              | Sa              | Do              | Lu              | Ma              | Me              | Gi              | Ve              | Sa              | Do              | Lu              | Ma              | Me              | Gi              | Ve              | Sa              | Do              | Lu              | Ma              | Me              | Gi              | Ve              |                 |
| Giugno          | Sa              | Do              | Lu              | Ma              | Me              | Gi              | Ve              | Sa              | Do              | Lu              | Ma              | Me              | Gi              | Ve              | Sa              | Do              | Lu              | Ma              | Me              | Gi              | Ve              | Sa              | Do              | Lu              | Ma              | Me              | Gi              | Ve              | Sa              | Do              |                 |                 |
| Luglio          | Lu              | Ma              | Me              | Gi              | Ve              | Sa              | Do              | Lu              | Ma              | Me              | Gi              | Ve              | Sa              | Do              | Lu              | Ma              | Me              | Gi              | Ve              | Sa              | Do              | Lu              | Ma              | Me              | Gi              | Ve              | Sa              | Do              | Lu              | Ma              | Me              |                 |
| Agosto          | Gi              | Ve              | Sa              | Do              | Lu              | Ma              | Me              | Gi              | Ve              | Sa              | Do              | Lu              | Ma              | Me              | Gi              | Ve              | Sa              | Do              | Lu              | Ma              | Me              | Gi              | Ve              | Sa              | Do              | Lu              | Ma              | Me              | Gi              | Ve              | Sa              |                 |
| Settembre       | Do              | Lu              | Ma              | Me              | Gi              | Ve              | Sa              | Do              | Lu              | Ma              | Me              | Gi              | Ve              | Sa              | Do              | Lu              | Ma              | Me              | Gi              | Ve              | Sa              | Do              | Lu              | Ma              | Me              | Gi              | Ve              | Sa              | Do              | Lu              |                 |                 |
| Ottobre         | Ma              | Me              | Gi              | Ve              | Sa              | Do              | Lu              | Ma              | Me              | Gi              | Ve              | Sa              | Do              | Lu              | Ma              | Me              | Gi              | Ve              | Sa              | Do              | Lu              | Ma              | Me              | Gi              | Ve              | Sa              | Do              | Lu              | Ma              | Me              | Gi              |                 |
| Novembre        | Ve              | Sa              | Do              | Lu              | Ma              | Me              | Gi              | Ve              | Sa              | Do              | Lu              | Ma              | Me              | Gi              | Ve              | Sa              | Do              | Lu              | Ma              | Me              | Gi              | Ve              | Sa              | Do              | Lu              | Ma              | Me              | Gi              | Ve              | Sa              |                 |                 |
| Dicembre        | Do              | Lu              | Ma              | Me              | Gi              | Ve              | Sa              | Do              | Lu              | Ma              | Me              | Gi              | Ve              | Sa              | Do              | Lu              | Ma              | Me              | Gi              | Ve              | Sa              | Do              | Lu              | Ma              | Me              | Gi              | Ve              | Sa              | Do              | Lu              | Ma              |                 |